# 埃尔克山 (科罗拉多州)
埃尔克山（Elk Mountains）是美国落基山脉南段的一部分，在科罗拉多州中西部皮特金县和甘尼森县境内，绵亘80千米。数座山峰高逾4300米。最高点为卡本山（4346米）。